# Hadrodactylus tianzhuensis
Hadrodactylus tianzhuensis là một loài tò vò trong họ Ichneumonidae.